# Fosse Saint-Mathieu des mines de Douchy
La fosse Saint-Mathieu ou no 1 de la Compagnie des mines de Douchy est un ancien charbonnage du Bassin minier du Nord-Pas-de-Calais, situé à Lourches. La fosse est commencée en 1833 sous l'impulsion de Charles Mathieu. Des corons sont bâtis à proximité de la fosse, ainsi que les grands bureaux, l'église, et la maison du directeur de la compagnie. Un monument est inauguré en l'honneur de ce premier directeur en 1900. La fosse cesse d'extraire en 1924, elle est utilisée pour assurer l'aérage de la fosse Schneider.
La Compagnie des mines de Douchy est nationalisée en 1946, et intègre le Groupe de Valenciennes. L'aérage cesse dans les années 1950 à la suite de l'abandon de la fosse Schneider, le puits est comblé en 1957, et les installations de surface sont détruites en 1974. Les corons sont tous détruits, seules subsistent deux cités constituées de quelques maisons chacune.
Au début du XXIe siècle, Charbonnages de France matérialise la tête du puits Saint-Mathieu. Le monument à Charles Mathieu a été inscrit aux monuments historiques le 9 octobre 2009 et a été inscrit le 30 juin 2012 sur la liste du patrimoine mondial de l'Unesco.

## La fosse

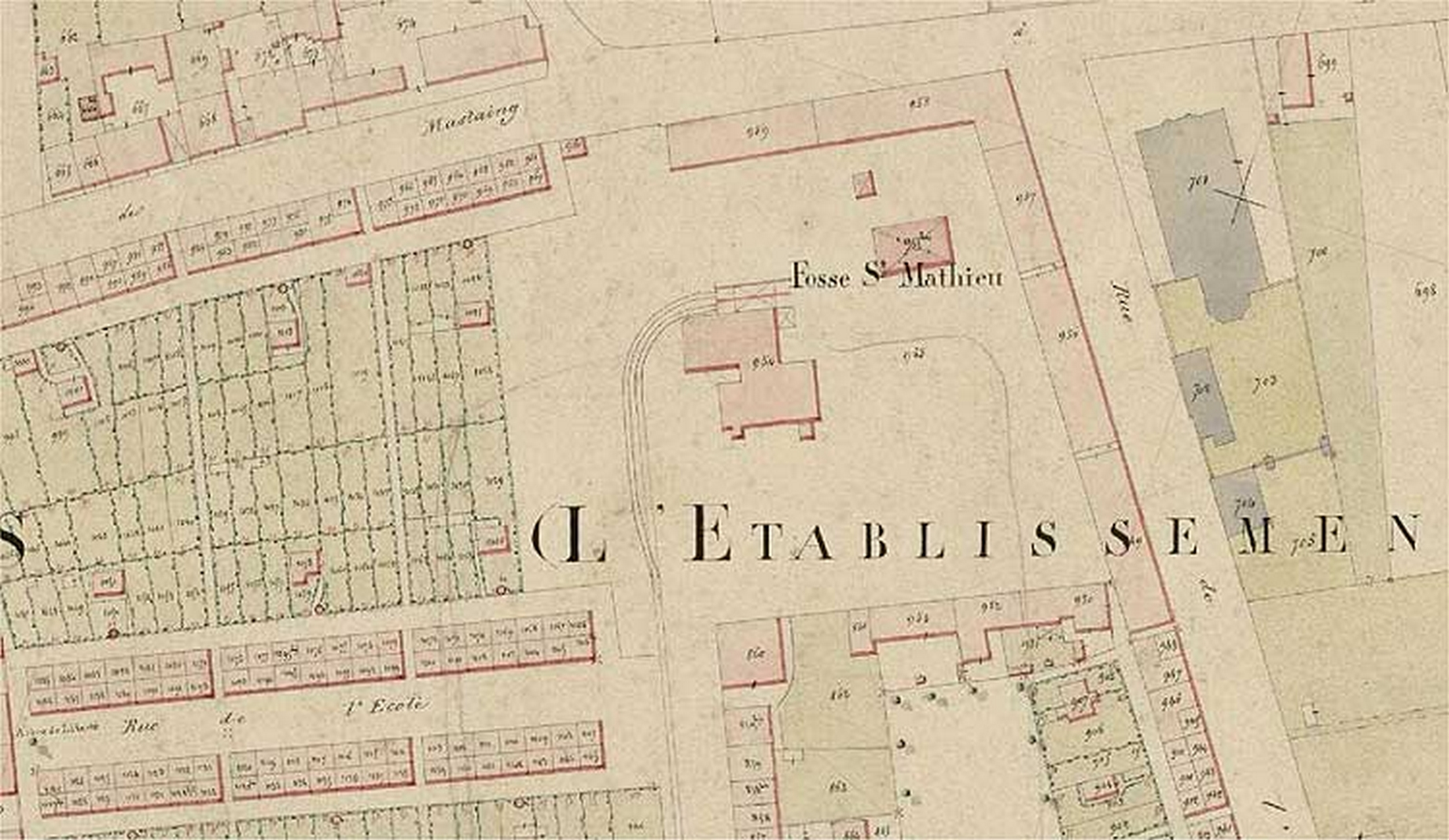
Plan de la fosse et de ses corons.

### Fonçage
La fosse Saint-Mathieu est ouverte en 1833 au cœur du village de Lourches. Le bassin houiller est atteint à la profondeur de 78 ou 80 mètres,,. L'orifice du puits est situé à l'altitude de 37 mètres.

### Exploitation
La fosse Saint-Mathieu est la plus centrale de la concession de Douchy. Elle se trouve à environ 450 mètres à l'est de la fosse Sainte-Barbe et à 350 mètres au nord-est de la fosse Beauvois,. Les veines Louise, Union, Anzinoise, Adélaïde, Jumelle, Sans nom, Sophie, Grande Passée, Aimée, Lilloise, Solférino, Magenta, Puebla et Mexico y sont exploitées. Le puits est en 1886 profond de 605 mètres.

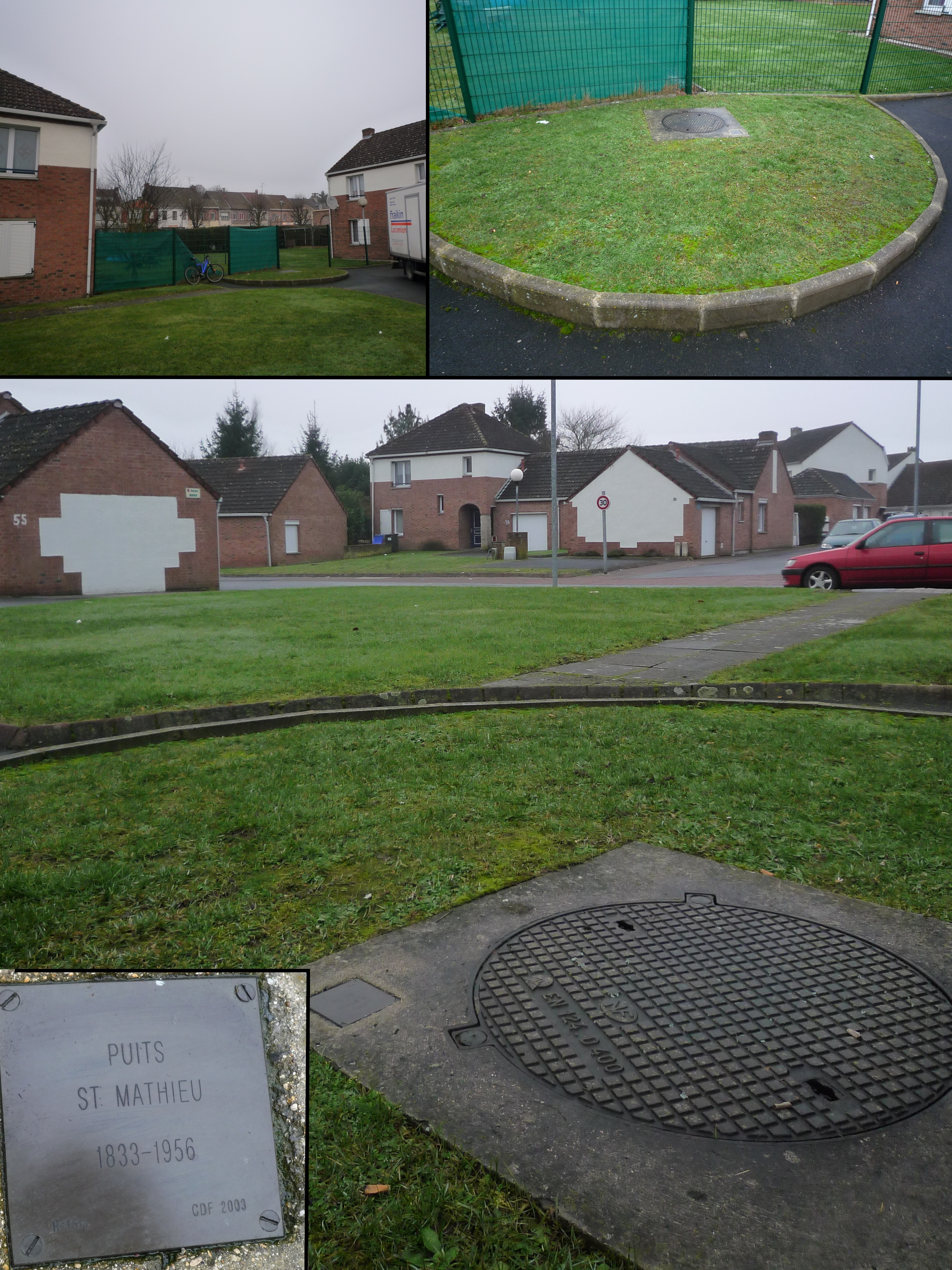
Le puits dans son environnement en 2010.

La fosse Saint-Mathieu cesse d'extraire en 1924, elle assure alors l'aérage pour la fosse Schneider. La Compagnie des mines de Douchy est nationalisée en 1946, et intègre le Groupe de Valenciennes. La fosse Saint-Mathieu cesse l'aérage lorsque la fosse Schneider est abandonnée. Le puits, profond de 842 mètres, est comblé en 1957. Les installations de surface, dont le chevalement et la cheminée, sont détruites en 1974. Il ne subsiste rien de la fosse.

### Reconversion
Au début du XXIe siècle, Charbonnages de France matérialise la tête du puits Saint-Mathieu. Le Bureau de recherches géologiques et minières y effectue des inspections chaque année. Un lotissement a été construit sur le carreau de fosse et à la place des anciens corons.

## Les cités

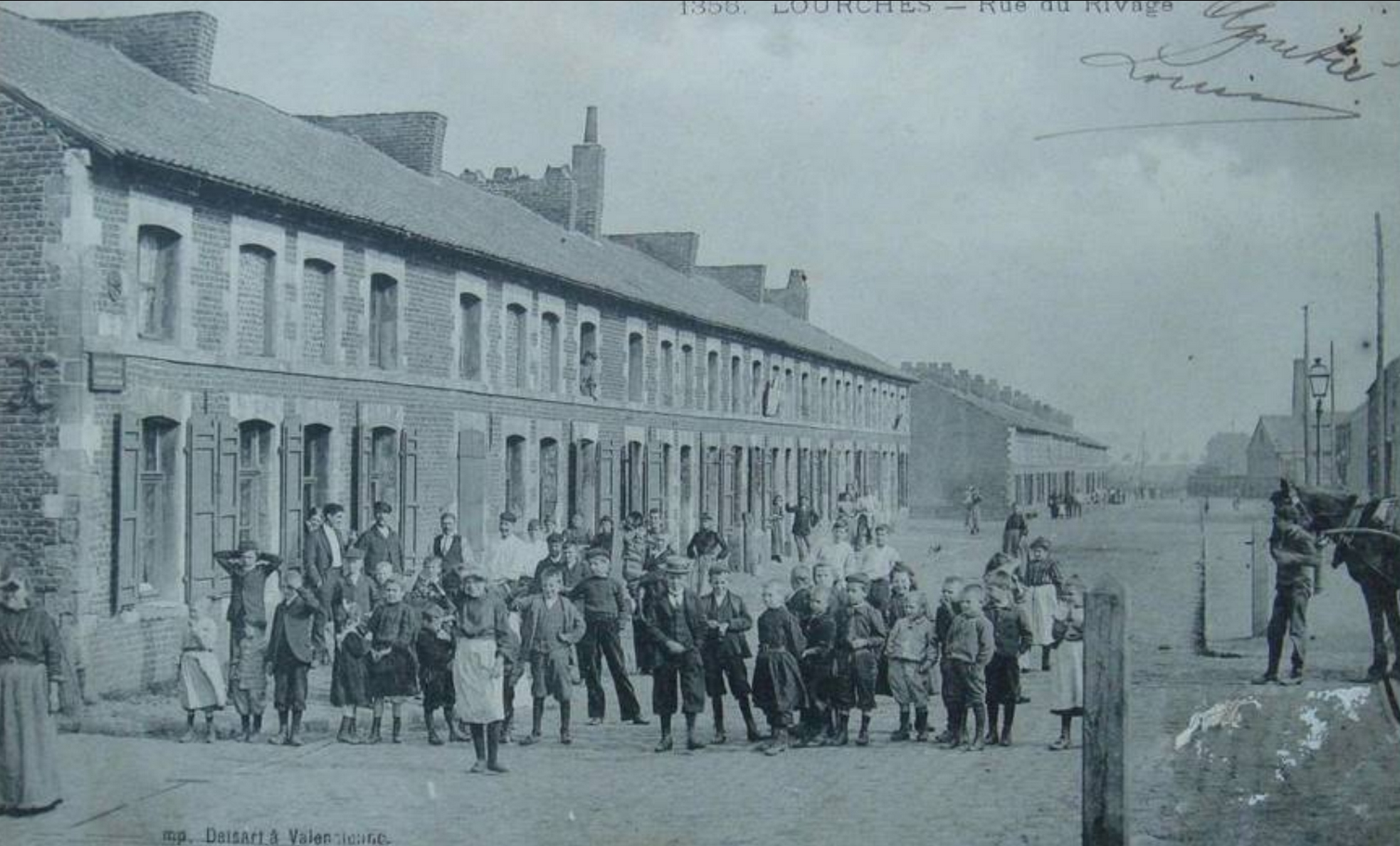
Des corons aujourd'hui détruits.

### Les corons
Des corons ont été bâtis à proximité de la fosse, mais ils ont été entièrement détruits.

### Coron des Employés

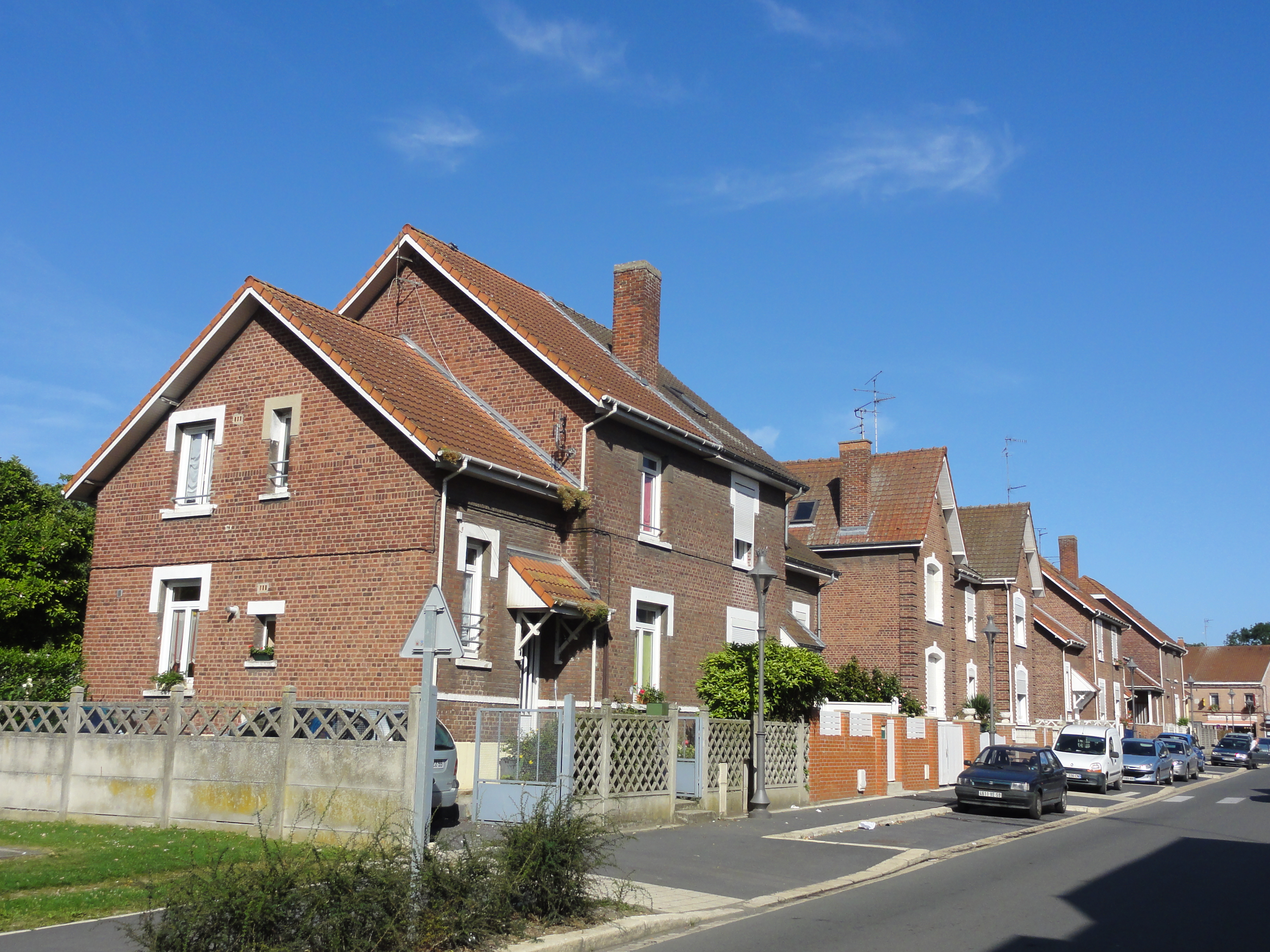
Le Coron des Employés

Google Maps
Le Coron des Employés a été bâti à Lourches près de la fosse Saint-Mathieu. Il est constitué d'habitations variées mais toujours groupées par deux.

### Cité du Cimetière
La Cité du Cimetière, à Lourches, plus à l'est du Coron des Employés, a été construite après la nationalisation. Elle comprend également quelques chalets en bois.

### Le château du directeur

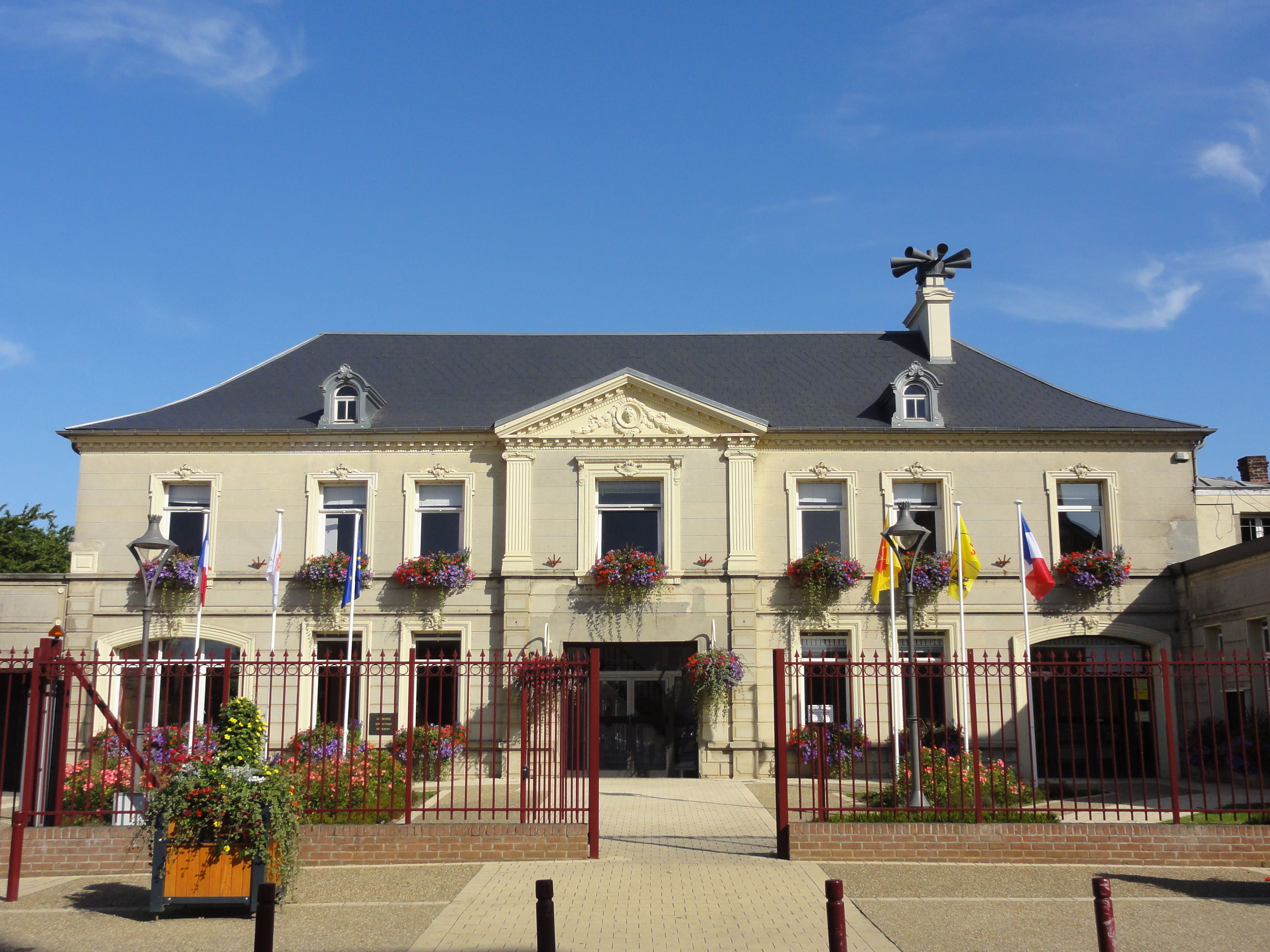
Le château du directeur

50° 18′ 55″ N, 3° 21′ 12″ E
Le château du directeur, bâti en 1845, situé près de l'église, a été reconverti en mairie.

### Le monument à Charles Mathieu

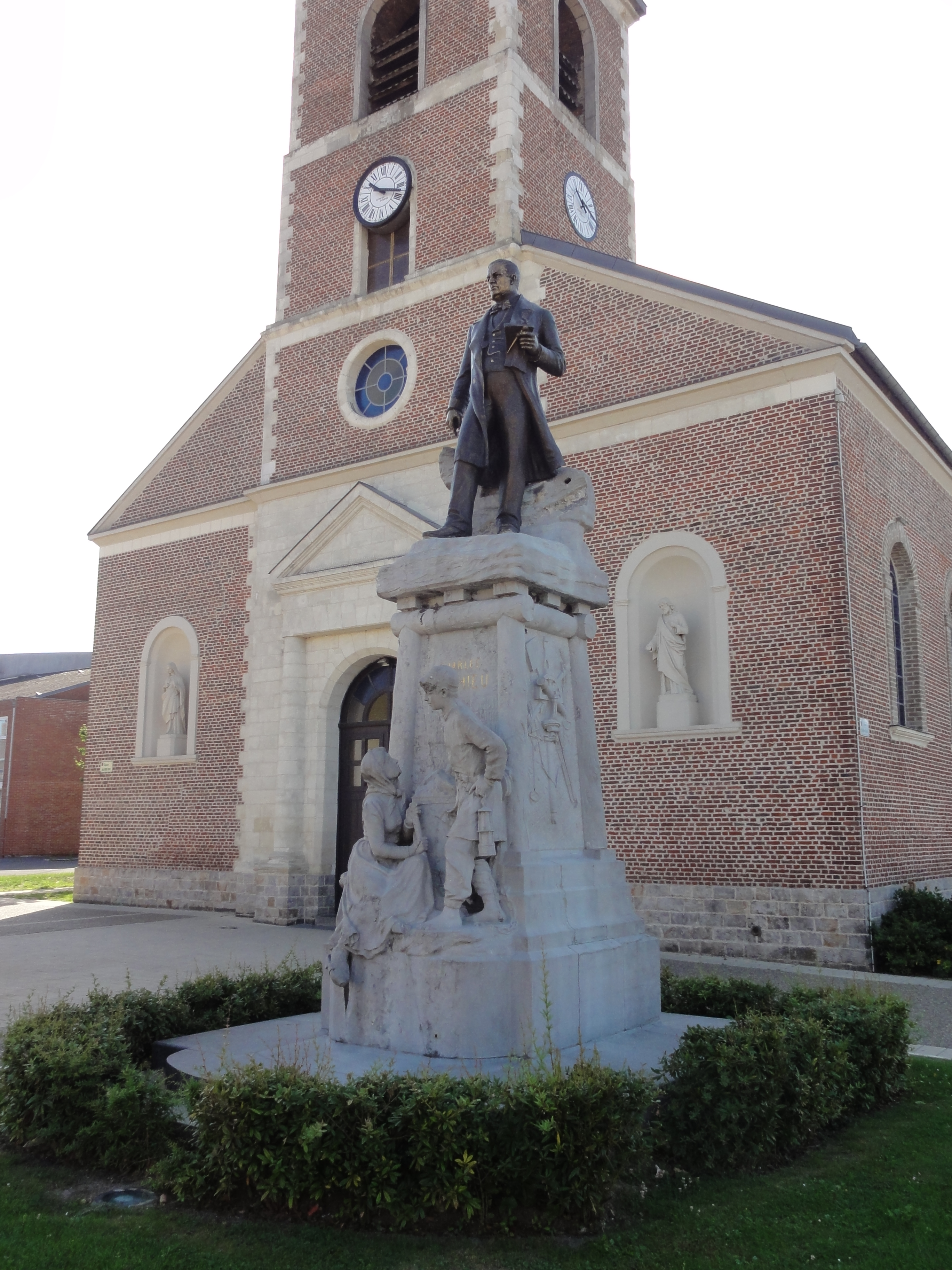
Le monument.

50° 18′ 54″ N, 3° 21′ 13″ E
En 1900, la Compagnie des mines de Douchy décide de construire un monument à son premier directeur, Charles Mathieu. Un concours a été ouvert, et c'est le projet de Corneille Theunissen qui est retenu, celui-ci demande à l'architecte Constant Moyaux de participer avec lui. L'année suivante, le monument est offert à la commune, et le jardin initialement prévu est réalisé peu de temps après, et entouré de grilles en métal. Sur la face arrière du monument, figure le nom de Charles Mathieu et des dix-sept hommes qui sont venus avec lui pour ouvrir cette fosse : Joseph Pelabon, Henri Daubresse, Louis Brunet, Constant Botte, Constant Blaise, Éloi Trognon, Casimir Botte, Pierre Bertiaux, Constant Delaporte, Jean-Pierre Biat, Constant Héraut, Pierre-Joseph Bertiaux, Joseph Delporte, Laurent Blanchard, Armand Stievenard, Louis Degand et Alexandre Ledent,.
Le monument en totalité est inscrit aux monuments historiques le 9 octobre 2009. Il fait partie des 353 éléments répartis sur 109 sites qui ont été inscrits le 30 juin 2012 sur la liste patrimoine mondial de l'Unesco. Il constitue le site no 20.

### Les Grands bureaux

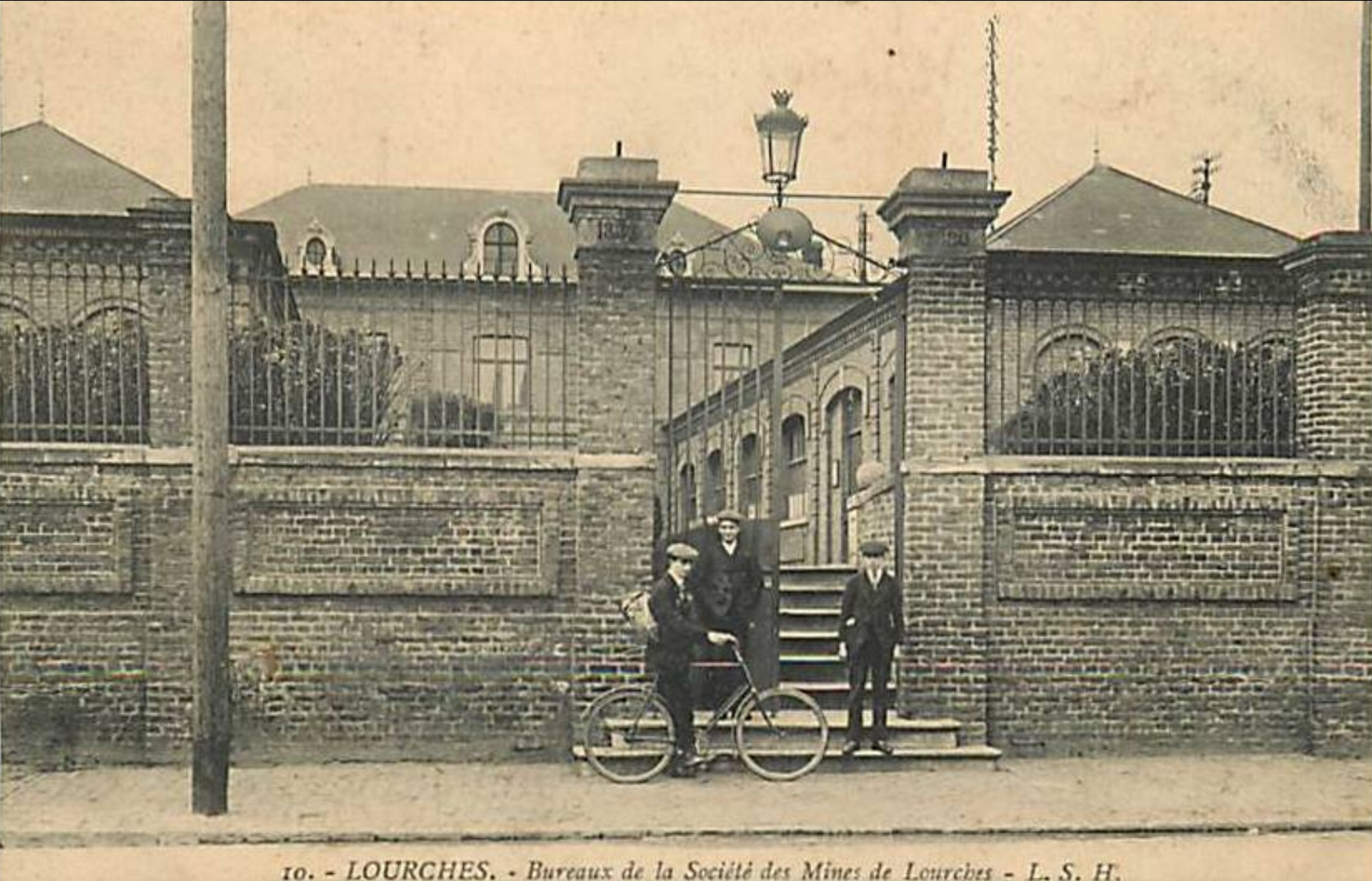
Les Grands bureaux.

50° 18′ 51″ N, 3° 21′ 01″ E
Les Grands bureaux ont été bâtis non loin de la fosse.